# PH-Baureihe H
Die Baureihe H waren Personenzugtenderlokomotiven der Anonymen Luxemburgischen Prinz-Heinrich-Eisenbahn- und Erzgrubengesellschaft (PH).

## Geschichte
Als die Prinz-Heinrich-Eisenbahn- und Erzgrubengesellschaft nach 1900 neue schwerere Personenwagen beschaffte, benötigte sie auch neue Lokomotiven, da die vorhandenen Triebfahrzeuge dafür zu schwach waren. Um das Wenden an den Endpunkten zu vermeiden, sollte die neue Lokomotivbaureihe vorwärts und rückwärts akzeptable Laufeigenschaften erreichen. Die Wahl fiel daher auf Tenderlokomotiven. 1908 wurden fünf Fahrzeuge von der deutschen Firma Borsig für 345.000 Franken beschafft. Zusammen mit den Baureihen H' (die im Wesentlichen auf der Baureihe H basierte) und I waren es die einzigen Normalspurdampflokomotiven, die speziell für Luxemburg konstruiert wurden.
Zwischen 1922 und 1932 wurden die Nassdampflokomotiven auf Heißdampf umgebaut.
Als 1942 die Deutsche Reichsbahn die PH übernahm, wurden die Lokomotiven mit den Nummern 75 641–645 in das Nummernschema eingeordnet.
Nach dem Zweiten Weltkrieg war in Luxemburg 1944 nur noch die 75 642 vorhanden. Eine Maschine tauchte auf der Bahnstrecke Merzig–Büschfeld wieder auf und wurde 1945 nach Luxemburg gebracht. Die neugegründete Chemins de Fer Luxembourgeois (CFL) reihte die Maschinen als Baureihe 33 in ihr Nummernschema ein. Die drei restlichen Maschinen befanden sich nach Kriegsende im Großraum Leipzig und verblieben in der sowjetischen Besatzungszone.
Die bei der CFL vorhandenen Lokomotiven wurden 1954 ausgemustert, die bei der Deutschen Reichsbahn 1946, 1949 und 1955.